# Trung Trung Lê
Trung Trung Lê(, ) é um ex-ciclista olímpico vietnamita.
Representou sua nação em dois eventos nos Jogos Olímpicos de Verão de 1956.